# 横浜湘南道路トンネル
横浜湘南道路トンネル（よこはましょうなんどうろトンネル）は、神奈川県横浜市栄区から神奈川県藤沢市に至る建設中の首都圏中央連絡自動車道のトンネルである。横浜湘南道路7.6 kmのうち、5.6 kmがこのトンネルの区間となる。

## 概要
栄IC/JCTから小雀高架橋をしばらく進み、鎌倉市の境界手前でトンネルに入る。当トンネルはシールドトンネルであり、横浜市栄区や鎌倉市、藤沢市の地下を通過する。換気所が途中の関谷と城南に設置される予定となっている。鎌倉市を通過したあと横浜市戸塚区を通過し、藤沢市に至る。藤沢市内は、国道1号藤沢バイパスの地下を通る構造となっている。藤沢ICの手前で地上に出て、高架橋の区間になり終点の藤沢ICに至る。

## 歴史
- 2001年（平成13年）：事業化。
- 2005年（平成17年）：当トンネルを含む区間が着工。
- 2019年（令和元年） - 2020年（令和2年） ：難工事の影響で2020年度から2024年度に延期される。
- 2022年（令和4年）：再び難工事の影響で開通時期が延期され、未定となる。
- 未定：横浜湘南道路区間の栄IC/JCT - 藤沢IC間の開通に伴い供用開始予定。

## 隣
C4 首都圏中央連絡自動車道（横浜湘南道路）
栄IC/JCT（事業中） - 横浜湘南道路トンネル（事業中） - 藤沢IC